# Hrvatska starokatolička crkva
Hrvatska starokatolička crkva sastoji se od hrvatskih župa u punom zajedništvu s Utrechtskom unijom starokatoličkih crkava.

## Povijest
U Hrvatskoj se kao povod osnivanju Hrvatske starokatoličke crkve smatra izdavanje novog crkvenog zakonika Katoličke Crkve, 1917. godine, koji još jednom potvrđuje uporabu latinskog jezika u Crkvi. Jedan dio katoličkog svećenstva nezadovoljan tim odlukma traži 1920. godine od zagrebačkog nadbiskupa Antuna Bauera sjedinjenje svih kršćanskih crkava te osnivanje samostalne crkvene pokrajine za Jugoslaviju s primasom na čelu. Između ostaloga tražili su narodni jezik u liturgiji, fakultativno moljenje časoslova te ukidanje obveznog celibata. Nakon odbijanja zahtjeva dio svećenstva istupa iz Crkve.
Na temelju pisama pape nadbiskupu Františeku Kordaču, ovaj pokret biva osuđen na biskupskoj konferenciji 1920. godine. Tada je osnovano Udruženje hrvatskih katoličkih svjetovnjaka. Ubrzo zatim dolazi i do osnivanja prvih reformnih župa: u Zagrebu (1922.), Koprivnici (1922.), Karlovcu (1923.), a kasnije i u Bjelovaru.
Dana 9. rujna 1923. sabor Hrvatske katoličke crkve izglasava Ustav Hrvatske katoličke crkve. Dana 12. listopada 1923. Ministarstvo vera Kraljevine SHS zabranjuje rad Hrvatskoj katoličkoj crkvi. Pokretu se zatim pridružuje splitski župnik Marko Kalođera koji počinje voditi razgovore sa Starokatoličkom crkvom Austrije. Na temelju priznanja Starokatoličke crkve u Austro-Ugarskoj iz 1874. godine dobiva priznanje i autonomiju 29. studenog 1923. te počinju rad pod imenom „Hrvatska starokatolička crkva”. Dana 18. prosinca 1923. crkva dobiva službeno priznanje vlasti Kraljevine SHS.
Na prvoj sinodi Hrvatske starokatoličke crkve, održanoj 21. i 22. siječnja 1924., za biskupa je izabran Marko Kalođera. Do Drugog svjetskog rata Hrvatska starokatolička crkva imala je 23 župe s oko 68.000 vjernika (prema njihovim izračunima), iako je stvarni broj vjernika bio manji. Katolički tisak je iznosio podatke kako na području Jugoslavije može biti svega oko 3550 starokatoličkih vjernika.
Jugoslavenske su vlasti potpomagale rad starokatoličke crkve otvoreno povisujući njihovo financiranje, a istovremeno smanjujućiu financiranje Rimokatoličkoj i Grkokatoličkoj Crkvi.
Godine 1927. dogodilo se priključenje gotovo čitavog sela Starokatoličkoj crkvi zbog nesporazuma oko osnutka nove katoličke župe. Dana 15. lipnja 1927. održan je sastanak na kojem je osnovana Hrvatska starokatolička crkva u Šaptinovcima. Dana 10. srpnja 1927. u selo dolazi prvi starokatolički župnik Miho Dubravčić. Starokatolička crkva je izgrađena 1935. godine.
Crkva je imala svoje glasilo „Starokatolik”. Godine 1933. Biskupska konferencija Utrechtske unije isključila je Kalođeru kao člana Unije te kao predstavnika Starokatoličke crkve na području Jugoslavije. Sam je biskup Kalođera savjetovao da u naseljima gdje nije bilo starokatoličkog svećenika da sva starokatolička djeca idu na vjeronauk kod pravoslavnog svećenika.
U Bogomoljama na Hvaru također je došlo, u svibnju 1926., do prijelaza jednog dijela stanovnika na starokatoličku vjeroispovijest. Ipak, prijelaznici su imali problema s taksama koje su morali platiti za prijelaz s rimokatoličke na starokatoličku vjeroispovijest. U selu Stari Jankovci osnovana je 1934. godine Hrvatska starokatolička župa; ona je osnovana na poticaj Mađara koji nisu bili zadovoljni s brojem rimokatoličkih misa na mađarskom jeziku.
Uspostavom NDH, Hrvatska starokatolička crkva izgubila je sva prava koja su joj bila jamčena u Kraljevini Jugoslaviji. Ministarstvo pravosuđa i bogoštovlja, 27. listopada 1941., ukida djelovanje duhovnog suda Hrvatske starokatoličke crkve te je Starokatoličkoj crkvi zabranjena jurisdikcija i pravo vođenja matica. Država je crkvene objekte zatvorila još ranije. U logoru Jasenovac stradali su sljedeći starokatolički svećenici: Davorin Ivanović, Josip Ivelić, Ivan Cigula te biskup Ante Donković te u Lepoglavi Luka Malinarić.
Nakon Drugog svjetskog rata najveći broj je prešao na rimokatoličku vjeroispovijest te Starokatolička crkva djeluje na tri župe – Zagreb, Stenjevec i Šaptinovci.

### Članci
- Škiljan, Filip. 2014. Starokatolička crkva u Nezavisnoj Državi Hrvatskoj. Historijski zbornik. Društvo za hrvatsku povjesnicu. Zagreb. 67 (1): 195–213